# Łukasz Rzepecki
Łukasz Adrian Rzepecki (ur. 5 września 1992 w Zgierzu) – polski polityk, prawnik i samorządowiec, poseł na Sejm VIII kadencji, w latach 2020–2025 doradca prezydenta RP.

## Życiorys
Pochodzi z Ozorkowa, gdzie ukończył szkołę podstawową i Liceum Ogólnokształcące nr 1 w Ozorkowie. W 2019 ukończył studia prawnicze na Uniwersytecie Łódzkim. W 2014 zdał egzamin dla członków rad nadzorczych w spółkach Skarbu Państwa.
W 2010 wstąpił do Prawa i Sprawiedliwości. Był dyrektorem biura poselskiego Marcina Mastalerka i asystentem europosła Janusza Wojciechowskiego. Został sekretarzem PiS w województwie łódzkim i przewodniczącym regionalnych struktur Forum Młodych PiS.
W 2010 uzyskał mandat radnego Ozorkowa, a w 2014 z powodzeniem ubiegał się o mandat radnego Łodzi. Wchodził też w skład rady nadzorczej Zakładu Gospodarki Ciepłowniczej w Tomaszowie Mazowieckim. W wyborach parlamentarnych w 2015 z ramienia PiS kandydował do Sejmu w okręgu sieradzkim. Został wybrany na posła VIII kadencji, otrzymując 9229 głosów i będąc najmłodszą osobą spośród wybranych w tych wyborach. W Sejmie został m.in. członkiem Komisji do Spraw Unii Europejskiej oraz Komisji Regulaminowej, Spraw Poselskich i Immunitetowych.
1 października 2017 został zawieszony w prawach członka PiS, a 10 dni później wykluczony z klubu parlamentarnego tego ugrupowania. W międzyczasie publicznie wskazał, że prezes PiS Jarosław Kaczyński powinien odejść na polityczną emeryturę. W ciągu kilku poprzednich miesięcy media kilkakrotnie opisywały jego odmienne głosowania niż pozostałych posłów partii. Łukasz Rzepecki w Sejmie wystąpił przeciwko projektowi posłów PiS dotyczącemu wyższej opłaty paliwowej. Później nie zagłosował za ustawami o Krajowej Radzie Sądownictwa i Sądzie Najwyższym, następnie poparł publicznie prezydenckie weta do tych ustaw. Także wbrew swojemu ugrupowaniu opowiedział się za uchyleniem immunitetu Dominikowi Tarczyńskiemu w sprawie z oskarżenia prywatnego ze strony posła PO Marcina Kierwińskiego. Dwa dni po wykluczeniu z KP PiS ogłosił swoje przystąpienie do klubu poselskiego Kukiz’15. Nie wystartował w kolejnych wyborach w 2019.
W październiku 2020 został doradcą prezydenta Andrzeja Dudy. W 2021 powołany w skład prezydenckiego zespołu do opracowania projektu regulacji wprowadzającej instytucję sędziów pokoju oraz na przewodniczącego Rady ds. Młodzieży w ramach Narodowej Rady Rozwoju w Kancelarii Prezydenta RP. Objął także funkcję zastępcy przewodniczącego rady nadzorczej Miejskiego Zakładu Komunikacyjnego w Tomaszowie Mazowieckim.
W 2025 poparł Sławomira Mentzena w wyborach prezydenckich i dołączył do Nowej Nadziei (części Konfederacji Wolność i Niepodległość). W sierpniu tego samego roku zakończył pełnienie funkcji doradcy prezydenta.

## Odznaczenia
- Złoty Krzyż Zasługi (2025)[20]

## Życie prywatne
W 2018 zawarł związek małżeński z Kamilą Ślązak, z którą był zaręczony od sierpnia 2015.